# Dinku
Dinku (ou Denku) est un village du Cameroun situé dans le département de la Momo et la Région du Nord-Ouest. Il fait partie de la commune de Widikum-Boffe et du canton de Bussam.

## Population
Lors du recensement de 2005 on y dénombrait 585 habitants.
C'est l'une des quelques localités où l'on parle le busam, une langue des Grassfields en voie de disparition.